# Karel Votroubek
Karel Votroubek (18. října 1894 Luže – 15. září 1943 Drážďany) byl československý legionář a odbojář v období druhé světové války popravený nacisty.

## Život

### Před první světovou válkou
Karel Votroubek se narodil 18. října 1894 v Luži na Chrudimsku. Vychodil tři třídy měšťanské školy a pracoval jako sládek. Žil na Parníku u České Třebové. Byl členem Českoslovanské sociálně demokratické strany dělnické.

### První světová válka
Po vypuknutí první světové války byl Karel Votroubek povolán do c. a k. armády a odeslán v rámci pěšího pluku 98 bojovat na ruskou frontu. Zde padl 27. května 1915 do zajetí. Dne 1. září 1917 podal přihlášku do Československých legií, kam byl o pět dní později přijat. Absolvoval Sibiřskou anabázi a do Československa se vrátil 30. ledna 1920.

### Mezi světovými válkami
Po návratu z legií nezůstal Karel Votroubek dál v armádní službě a pracoval jako poštmistr na Parníku u České Třebové.

### Druhá světová válka
Po německé okupaci v březnu 1939 vstoupil Karel Votroubek do protinacistického odboje. V oblasti České Třebové vybudoval organizaci okolo poštovního úřadu podléhající Petičního výboru Věrni zůstaneme, jejíž činností bylo zejména zpravodajské vytěžování německých poštovních zásilek, jejich zadržování nebo zpožďování, dále výroba a distribuce letáků a shromažďování a uchovávání zbraní. Zpravodajské informace předávala do Londýna za pomoci vysílačky Ústředního vedení odboje domácího. Spolupodílela se též na odchodech československých občanů do zahraniční armády. Za svou činnost byl 10. července 1941 zatčen společně s Antonínem Šonkou gestapem, odsouzen Lidovým soudem k trestu smrti a dne 15. září 1943 popraven v Drážďanech.

## Posmrtná ocenění
- Karlu Votroubkovi byla ve vstupu do budovy parnické pošty 11. listopadu 2010 odhalena pamětní deska.